# روز ملی کارتونیست‌ها
روز ملی کارتونیست‌ها (انگلیسی: National Cartoonist Day) یک جشن جهانی برای کارتونیست و کارهای آن‌هاست. جامعهٔ ملی کارتونیست‌ها در دهه ۱۹۹۰ میلادی این تاریخ را برای برای حمایت از صنعت کارتون‌سازی و به‌رسمیت شناختن تأثیری که بر جامعه داشته‌اند تعیین کرد.